# Сонам Капур
Сонам Капур (англ. Sonam Kapoor; нар. 9 червня 1985) — індійська акторка, модель та кінорежисерка. Лауреатка Filmfare Award за найкращу жіночу роль на думку критиків.

## Життєпис
Сонам Капур народилася 9 червня 1985 року в Чембурі, Мумбаї. Старша дочка знаменитого індійського актора Аніла Капура і колишньої моделі Суніти Капур, внучка продюсера Суріндера Капура, племінниця акторів Санджая Капура і продюсерів Боні Капура і Сандіпа Марваха. У неї є сестра Рея і брат Харшвандхан. Її двоюрідні брати Арджун Капур і Ранвір Сінгх також є акторами.
Сонам вчилася в школі Arya Vidya Mandir у Джуху, а після вступила в United World College of South East Asia в Сінгапурі, де провчилася 2 роки. Вона також вивчала політологію і економіку в Університеті Східного Лондона. Розмовляє мовами гінді, урду, маратхі, панджабі та англійською.
8 травня 2018 року Капур одружилася з бізнесменом Анандом Агуджею, з яким зустрічалася 4 роки.

## Кар'єра
До того, як почати акторську кар'єру, Капур працювала у Санджая Ліли Бхансалі разом з Ранбіром Капуром асистенткою під час знімання фільму «Остання надія».
Її дебютом став фільм Бхансалі 2007 року «Кохана», знятий за мотивами повісті «Білі ночі», де її партнером був Ранбір Капур. Фільм провалився в Індії, але мав успіх за кордоном. Капур була номінована на кілька відомих індійських кінопремій, у тому числі Filmfare Award за найкращу дебютну жіночу роль і виграла Stardust Awards як «Суперзірка завтрашнього дня». 2009 року вийшов її другий фільм «Делі-6», який також провалився в касі, але визнаний критикою. Його показали на Венеційському і Дубайському кінофестивалях. За роль у фільмі Сонам Капур була номінована на Asian Film Awards як найкращий дебютант року.
В 2010 році знялася у фільмі Пуніта Мальхотри і компанії Dharma Production «Я ненавиджу історії кохання» з Імраном Кханом. Фільм мав шалений успіх в Індії і за кордоном, і став першим комерційним хітом в кар'єрі Капур. Другий її фільм 2010 «Айша» був адаптацією роману Джейн Остін «Емма». Фільм зібрав середній дохід, але Капур отримала позитивні відгуки про свою гру. Однак похвали від критики не завадили їй отримати Golden Kela Awards за найгіршу жіночу роль.
Першим релізом в 2011 році став фільм «Спасибі». Фільм був розкритикований, але зібрав середню касу. Другий її фільм «Пори року» провалився в касі, але був визнаний критикою і показаний на Чиказькому кінофестивалі. 2012 року з Капур вийшов лише один фільм, «Гравці», рімейк «Пограбування по-італійськи». Фільм провалився в прокаті і був низько оцінений критикою.
В 2013 році з Капур вийшли два фільми: «Біжи, Мілка, біжи» з Фарханом Ахтаром, став найкращим фільмом року за версією Filmfare, і «Відчайдушно закоханий» з Дханушем, який приніс їй першу номінацію на Filmfare Award за найкращу жіночу роль.
Також Капур знялася в кліпі британського гурту Coldplay і Бейонсе на пісню «Hymn for the Weekend» (альбом «A Head Full of Dreams»). Презентація кліпу відбулася 29 січня 2016 року. Акторку можна побачити в кінці кліпу, коли вона біжить по схилу пагорба в кольоровому сарі і підкидає квіткові пелюстки в повітря.
У тому ж році вийшов фільм «Нірджа», у якому вона втілила стюардесу Нірджу Бханот, яка загинула, захищаючи пасажирів літака від терористів. Фільм мав комерційний успіх та позитивну критику, а також приніс акторці Filmfare Award за найкращу жіночу роль на думку критиків і спеціальну згадку Національної кінопремії.
У 2018 році вийшли три фільми з Капур: Veere Di Wedding, у якому знялись Карина Капур, Свара Бхаскар і Шікха Талсанія, «Падмен» з Акшаєм Кумаром, який отримав змішані відгуки критики, а також фільм-біографія про Санджая Датте, де вона зіграла подругу головного героя, чий образ оснований на особистості акторки Тіни Мунім.

## Фільмографія
| Рік  | Українська назва            | Оригінальна назва    | Роль                   |
| ---- | --------------------------- | -------------------- | ---------------------- |
| 2007 | Кохана                      | Saawariya            | Сакіна                 |
| 2009 | Делі-6                      | Delhi-6              | Бітту Шарма            |
| 2010 | Я ненавиджу історії кохання | I Hate Luv Storys    | Сімран                 |
| 2010 | Айша                        | Aisha                | Айша Капур             |
| 2011 | Спасибі                     | Thank You            | Санджана Мальхотра     |
| 2011 | Пори року                   | Mausam               | Аят Расул              |
| 2012 | Гравці                      | Players              | Найна Браганза         |
| 2013 | Відчайдушно закоханий       | Raanjhanaa           | Зоя Гайдер             |
| 2012 | Біжи, Мілка, біжи           | Bhaag Milkha Bhaag   | Біро                   |
| 2014 | Непохитний батько           | Bewakoofiyaan        | Майра Сехгал           |
| 2014 | Красотка                    | Khoobsurat           | Мріналі Чакраварті     |
| 2015 | Наречена-шахрайка           | Dolly Ki Doli        | Долли                  |
| 2015 | Скарб на ім'я кохання       | Prem Ratan Dhan Payo | принцеса Майтхілі Деви |
| 2016 | Нірджа                      | Neerja               | Нірджа Бханот          |
| 2018 | Падмен                      | Padman               | Парі Валія             |
| 2018 |                             | Veere Di Wedding     | Анві Мальтра           |
| 2018 | Санджу                      | Sanju                | Рубі                   |
| 2019 | «Фактор Зої»                | The Zoya Factor      | Зоя Сінгх Соланкі      |